# Sergio Llopis
Sergio Llopis Solís(ur. 18 sierpnia 1978 w Xàtiva) – hiszpański zawodnik badmintona.
Startował na igrzyskach olimpijskich w Atenach w grze podwójnej mężczyzn i grze pojedynczej – w obu przypadkach odpadł w pierwszej rundzie.